# 오치정
오치정(일본어: 越知町)은 일본 고치현 다카오카군의 정이다.

## 인접한 자치체
사카와정, 쓰노정, 니요도가와정, 이노정

## 역사
- 1900년 6월 7일 - 오치촌이 정으로 승격해 오치정이 되었다.

## 교통

### 도로
- 국도 33호선
- 국도 494호선